# Edificio Cine Trocadero
El Edificio Trocadero es un edificio comercial de la ciudad de Montevideo.

## Construcción
En los años cuarenta, la compañía de Max Glücksmann propietaria del entonces  Cine Rex Theatre encarga al arquitecto Rafael Ruano la construcción de un nuevo complejo cinematográfico para la ciudad. El edificio de arquitectura art déco, se ubicaría en la intersección de la Avenida 18 de Julio y Yaguaron, frente al Diario El Día, fue inaugurado en 1941.   

## Historia
El 16 de enero de 1941, con la proyección de El gran dictador de Charles Chaplincomenzaría a funcionar el entonces Cine Trocadero.  En julio de 2001 motivos económicos motivarían el cese de sus actividades, los cuales cesaron luego de la presentación de la producción de Disney Atlantis como función final, dándole fin a sesenta años de historia de la compañía. 
Tras su cierre el complejo es puesto en venta y adquirido por una iglesia pentecostal brasileña, la Iglesia Universal del Reino de Dios, quien invirtió un total de 4 millones de dólares estadounidenses en la compra de la propiedad. Si bien se realizaron algunas modificaciones, el edificio mantuvo gran parte de sus interiores originales.
En el año 2015 el edificio deja de funcionar como templo religioso y es adquirido por una firma comercial, quien lo convierte en un edificio propiamente comercial. Estas obras modificarían completamente el interior del mismo, además de que se instalaron escaleras mecánicas y ascensores. 
Al tiempo de su apertura dejó de funcionar por la firma, para posteriormente ser adquirido por la marca Lojas Renner. 